# Río Detroit
El río Detroit es un río en el sistema de los Grandes Lagos de Norteamérica, de aproximadamente 51 km de largo y 1 a 4 km de ancho. El nombre viene del francés Rivière du Détroit, esto es «río del Estrecho». El nombre es una referencia al hecho de que el río conecta el lago Saint Clair, al norte, y el lago Erie, al sur, aunque no es un estrecho en sentido propio. La frontera entre Canadá y los Estados Unidos de América sigue el curso del río, dejando a un lado la ciudad estadounidense de Detroit, Míchigan y al otro la ciudad canadiense de Windsor, Ontario. La altitud del río es 175 m sobre el nivel del mar.
El río forma parte del sistema fluvial del río San Lorenzo, el colector de los Grandes Lagos, sistema que estaría formado por la siguiente sucesión de ríos y lagos: río North –  río Saint Louis  – lago Superior  – río St. Marys  – lago Hurón – río Sainte-Claire  – lago Sainte-Claire  – río Detroit  – lago Erie – río Niagara – lago Ontario - río San Lorenzo  – estuario de San Lorenzo). El lago forma parte también de la vía navegable de los Grandes Lagos.
El 11 de septiembre de 1997 el presidente Bill Clinton designó este río como uno de los catorce que integran el sistema de ríos del patrimonio estadounidense. Y luego, en 2001, también fue designado como integrante del Sistema de ríos del patrimonio canadiense, siendo el primer, y hasta la fecha, único río con ambas consideraciones.

## Geografía

### Afluentes
Aunque es fundamentalmente una canalización de un lago, el río Detroit tiene unos pocos afluentes propios que drenan 2.000 km². Estos incluyen el río Rouge, el río Ecorse, el arroyo Conner y el arroyo Marsh en los Estados Unidos, y el arroyo Turkey, el río Little y el río Canard en Canadá.

### Islas
Entre las islas del río Detroit se incluyen la isla Peche, isla Belle, isla Zug, isla Fighting, isla Turkey, isla Grassy, isla Grosse y la isla Bois Blanc (también conocida como isla Boblo). Las islas del río Detroit inferior forman parte del Reserva Natural Internacional del río Detroit que es la única reserva de fauna internacional en América del Norte. La reserva incluye islas, humedales costeros, marismas, bancos de arena y zonas ribereñas a lo largo de 77 km del río Detroit y costa occidental del lago Erie.

### Altitud
El río desciende 1 m desde los 175 m en el lago St. Clair a los 174 m en el lago Erie.

## Historia

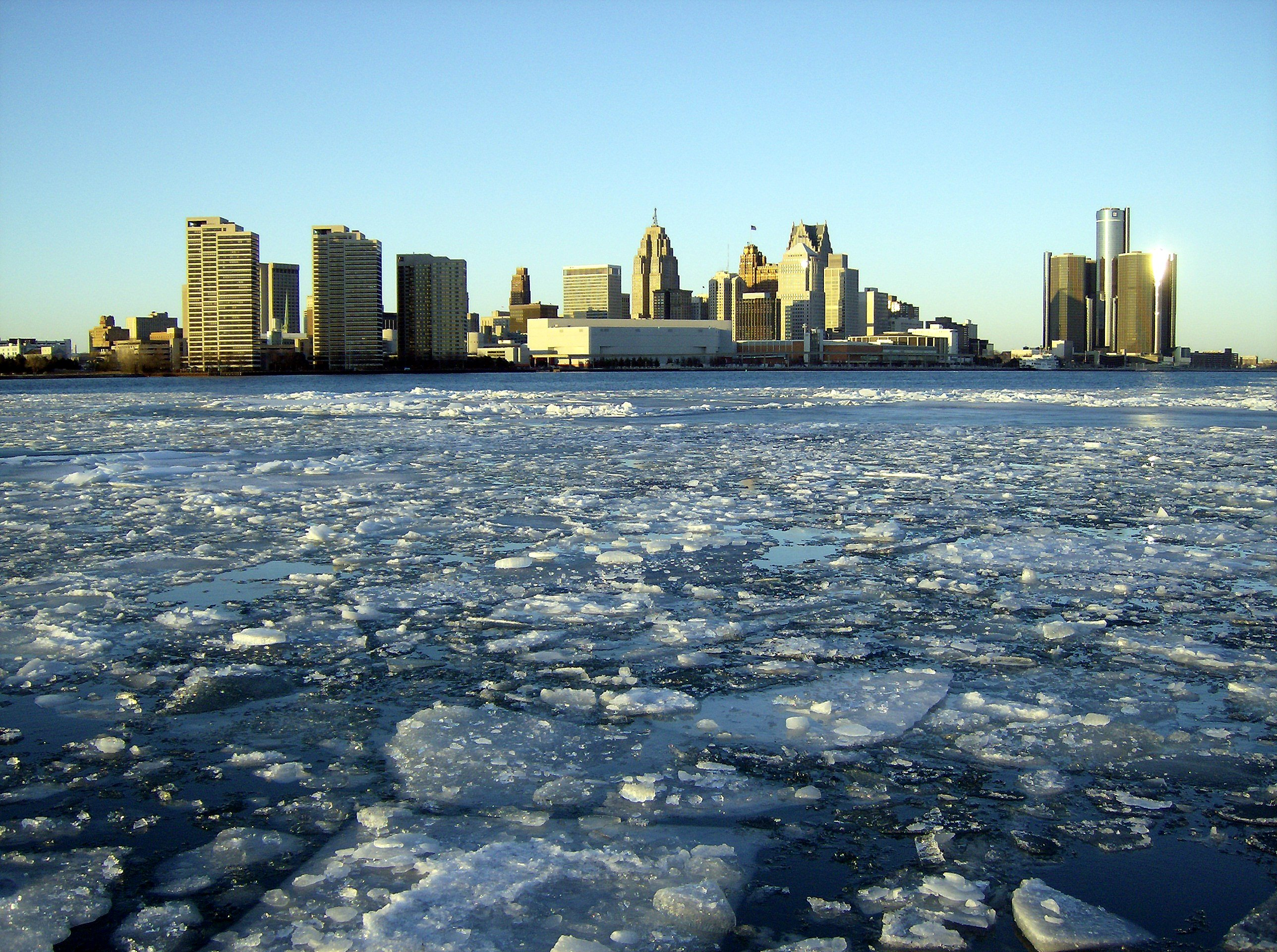
Río Detroit durante un día de invierno desde Windsor (Ontario), mirando hacia Detroit, (Míchigan).

Los eventos históricos acerca del río Detroit comenzaron con la llegada de los voyageurs franceses, los primeros no nativos en navegar el río y desembarcar en las orillas del Detroit. Canoas hechas de cortezas de abedul o olmo fueron un modo común de viajar a través del río, aunque también se usaron piraguas y barcos. 
La Guerra de 1812 fue librada a lo largo del frente del río Detroit, y para 1850, el censo mostraba que 21.019 personas poblaban Detroit. Se encontraron transbordadores, goletas y barcos de vapor viajando a través del río. 
Durante la Guerra Civil, el río fue patrullado por si sucedía un ataque Confederado del norte de Canadá. 
A medida que el comercio creció, Detroit se fue convirtiendo en el puerto más concurrido del mundo, y fue apodado como «la mayor arteria comercial en la Tierra». 67.292.504 de tonelaje habían pasado a través del río Detroit en 1907, comparado con 18.727.230 a través de Londres y 20.390.953 a través de la Ciudad de Nueva York. 
De 1919 a 1933, cuando la ley seca prohibió la elaboración, distribución y adquisición de bebidas alcohólicas en los Estados Unidos, el río Detroit, el lago St. Clair y el río St. Clair transportaban el 75 por ciento de todas las bebidas destiladas de contrabando en los Estados Unidos. Fue conocido como «el canal Detroit-Windsor». Cada invierno durante la ley seca, el mercado local de coches usados (uno de los pocos mercados de su clase del país en aquella época) entraba en auge ya que los contrabandistas en potencia adquirían cualquier cosa que pudiera atravesar el río. Partes y carrocerías oxidadas de Fords Modelo T y otros vehículos de la época de la ley seca pueden aún encontrarse en el fondo del río. Estos vehículos, a menudo a altas horas de la noche, llevaban bebidas destiladas a través del río congelado. A veces, sus pesadas cargas enviaban estos coches y camiones al fondo del río quebrando el hielo.

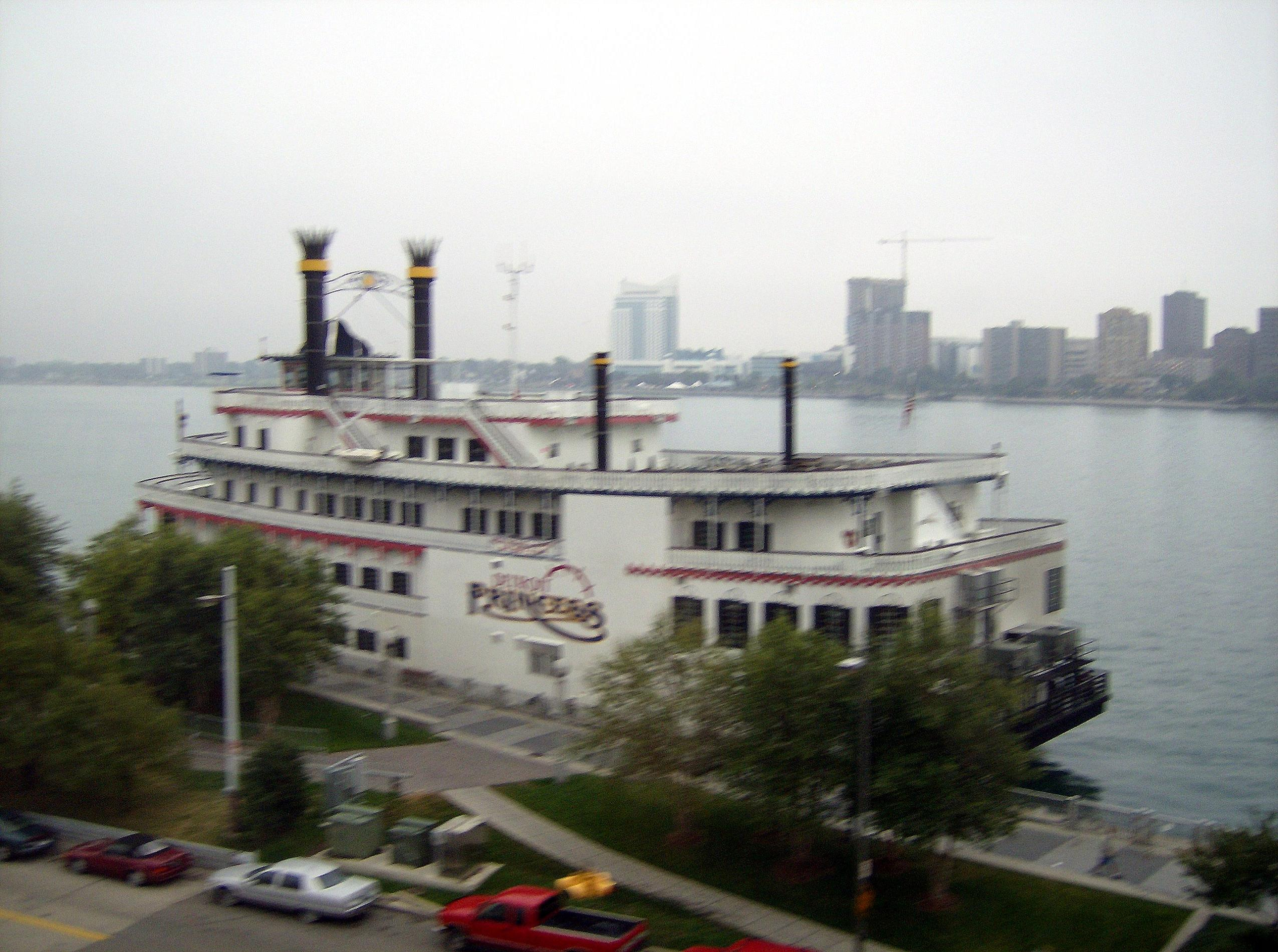
Barco de río Detroit Princess.

En marzo de 2003, se formó el Detroit Riverfront Conservancy. El Conservancy tiene asignadas las tareas de limpieza y mejora de la orilla del río Detroit desde el puente Ambassador hasta el puente MacArthur. El foco central del esfuerzo es el RiverWalk, que será un camino a la orilla del río que se extenderá durante los 7,6 km que hay entre los dos puentes. El 75% de la parte este del RiverWalk se espera que se complete a finales de 2007.
El río Detroit suministra el agua potable para más de cinco millones de personas. Fue también designado un American Heritage River en 1998, y un Canadian Heritage River en 2003, el único río en América del Norte que tiene doble designación. Un canal de navegación para el sistema fluvial de los Grandes Lagos se mantiene en el río. El río fluye por delante de las ciudades estadounidenses de Detroit, River Rouge, Ecorse, Wyandotte, Grosse Ile, Riverview, Trenton y Gibraltar y las ciudades canadienses de Windsor, LaSalle y Amherstburg.

## Barcos
El río Detroit es una importante arteria de transporte, así como un lugar de recreación para los aficionados a las embarcaciones de recreo.

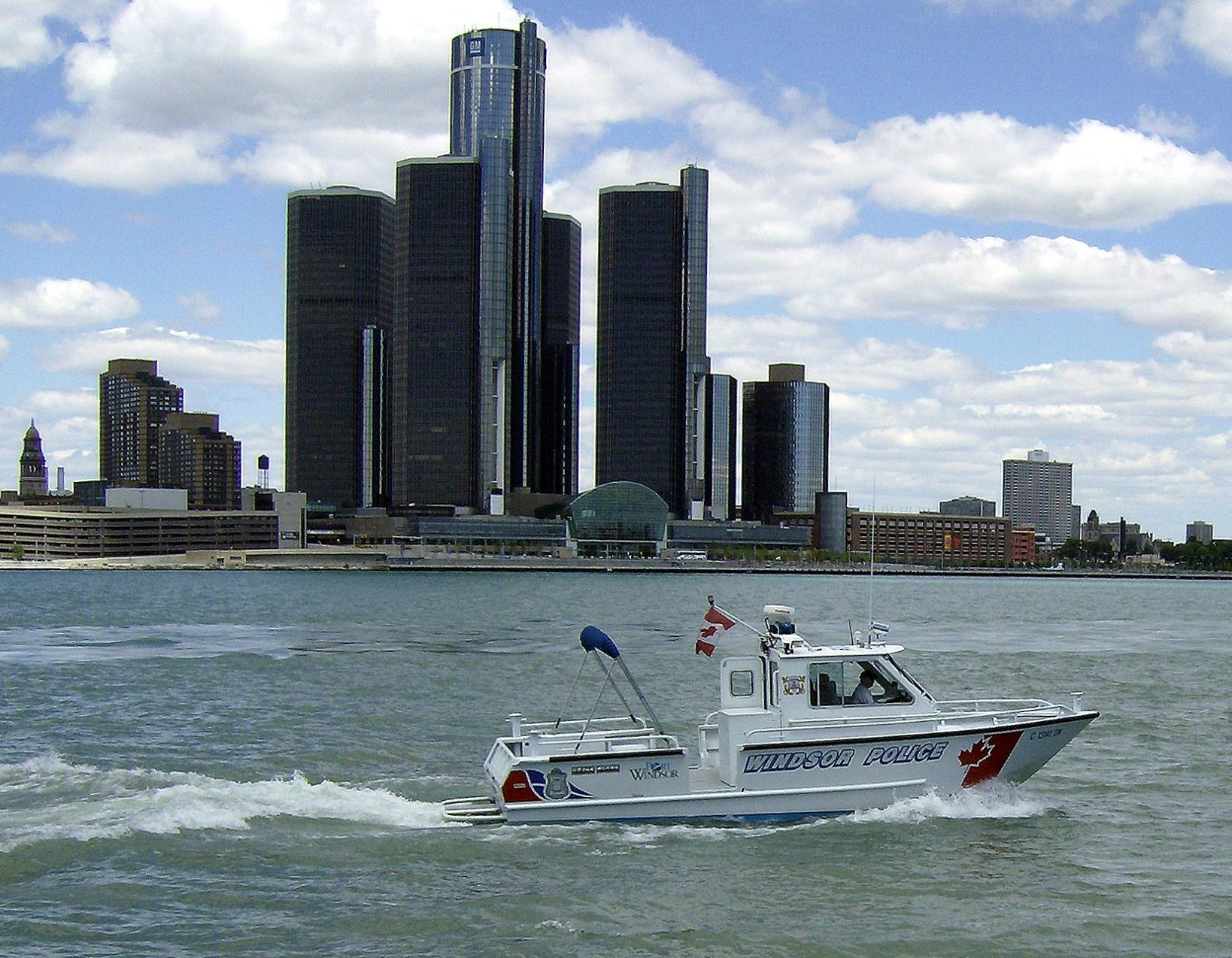
Barco de la policía de Windsor
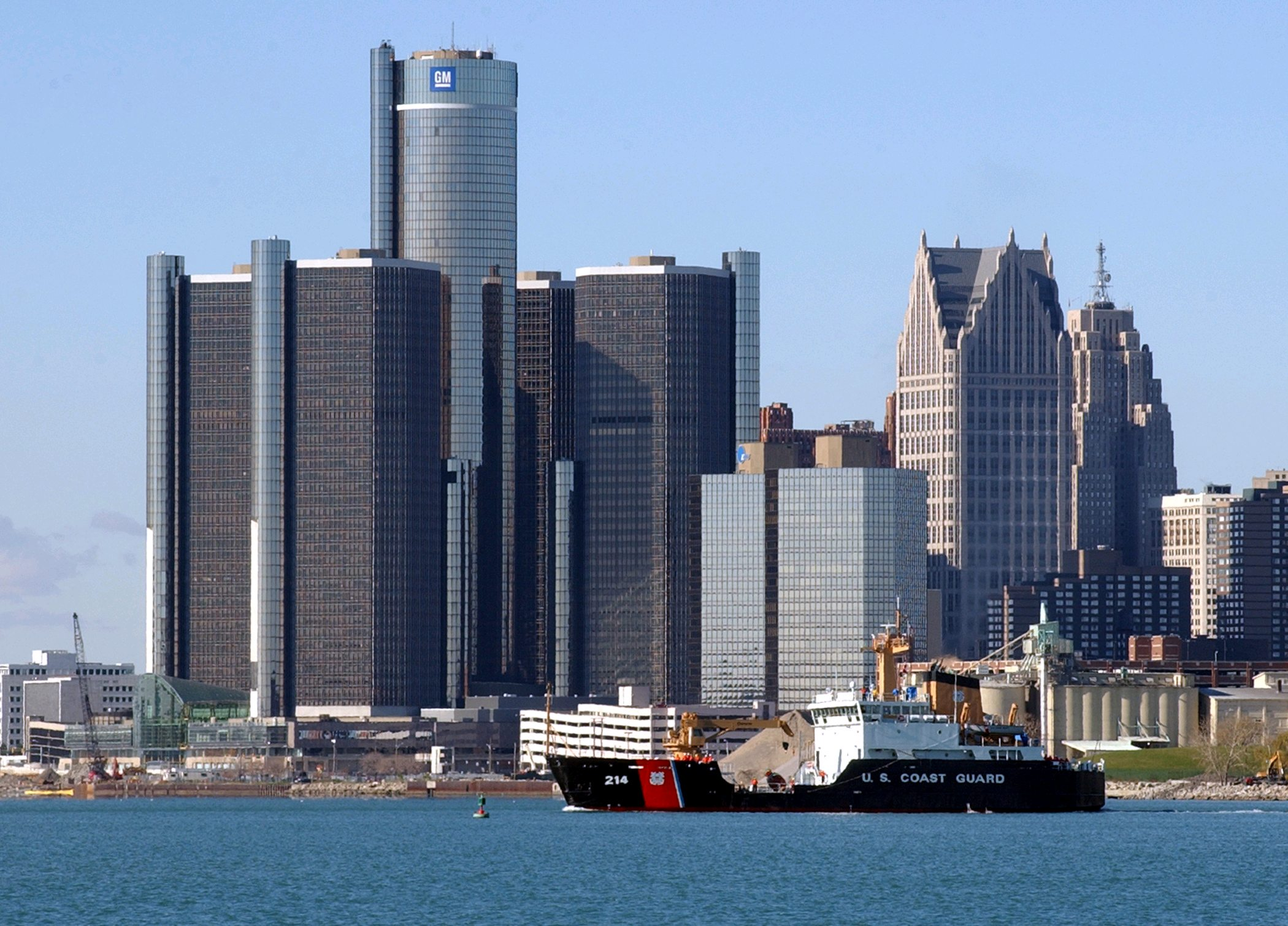
Construcción alrededor del Renaissance Center, el USCGC Hollyhock.